# Kano Masahiro
Masahiro Kano (sinh ngày 4 tháng 4 năm 1977) là một cầu thủ bóng đá người Nhật Bản.

## Sự nghiệp câu lạc bộ
Masahiro Kano đã từng chơi cho Ventforet Kofu.